# 刘绍文
刘绍文（1912年—1981年6月9日）江西吉安人，中国人民解放军开国少将。

## 生平
1930年8月参加中国工农红军。1931年2月加入中国共产主义青年团，1932年转入中国共产党。历任红十二军三十五师一〇三团副排长、红十五军四十四师一三〇团干事、红十五军政治部青年科科长、四十四师团政治处总支书记、十三师三十八团政治处俱乐部主任、第四方面军红军大学俱乐部主任。参加了中央苏区反“围剿”战争以及二万五千里长征。
长征途中，红四方面军在康北地区建立了各级波巴政府。波巴人民共和国中央政府于1936年5月5日正式成立，驻甘孜县孔撒土司官寨，主席多德（德格），副主席达吉（甘孜）、孔撒（甘孜）。下设有民政、农业、畜牧、司法、军事、民族、宗教、财政等部。德格土司所属的大头人军事“涅巴”夏格刀登担任军事部部长，康区富商邦达多吉担任财政部部长。中华苏维埃共和国西北联邦政府派有中央政治检查处，邵式平任党代表、刘绍文任顾问，参加波巴政府的工作。
1937年，刘绍文进入延安中国人民抗日军政大学学习。后任中央军委叁局政治处主任、陕甘宁晋绥联防军教导旅二团政委、西北野战军教导旅副政委。先后参加了延安保卫战及青化砭战役、羊马河战役、沙家店战役等战役。
中华人民共和国成立后，历任中央军委总干部部组织统计部（总干部部三部）副部长、山西军区副政委、北京卫戍区副政委。1966年5月，升任北京卫戍区政委，直到1987年10月离任（1968年12月15日—1978年7月，担任中国人民解放军空军第六军参谋长）。文革期间，兼任北京市革命委员会副主任。1971年至1979年，任中共北京市委书记。在吴德主政北京市时期，北京卫戍区的杨俊生、吴忠、黄作珍、刘绍文四位将军发挥了重要作用。
1955年被授予少将军衔。曾获二级八一勋章、二级独立自由勋章、一级解放勋章。他是第四届、第五届全国人大代表，北京市政协副主席。
1981年6月9日，刘绍文在北京病逝，享年69岁。6月18日，刘绍文同志追悼会在八宝山革命公墓礼堂举行。